# 假光果蒲儿根
假光果蒲儿根（学名：Sinosenecio phalacrocarpoides）是菊科蒲儿根属的植物，为中国的特有植物。分布于中国大陆的云南等地，生长于海拔2,700米的地区，多生长于混交林中，目前尚未由人工引种栽培。

## 别名
假光果千里光（云南种子植物名录）